# Ulak Bandung (Ujan Mas)
Ulak Bandung is een bestuurslaag in het regentschap Muara Enim van de provincie Zuid-Sumatra, Indonesië. Ulak Bandung telt 3084 inwoners (volkstelling 2010).